# Голов
Голо́в (рос. Голов, чув. Кăлава Шетмĕ) — присілок у складі Красноармійського району Чувашії, Росія. Входить до складу Великошатьминського сільського поселення.
Населення — 96 осіб (2010; 113 у 2002).
Національний склад:
- чуваші — 99 %